# Barranc de Baixera

El Barranc de Baixera, respecte del terme d'Abella de la Conca

El barranc de Baixera és un barranc dels termes municipals d'Abella de la Conca, a la vall de Carreu, i de Conca de Dalt, al Pallars Jussà, dins de l'antic terme d'Hortoneda de la Conca.
S'origina a la Matella del Serrat Blanc, al nord del Camí de les Bordes de Segan, en terres d'Hortoneda de la Conca, des d'on davalla cap al sud-sud-oest, per entrar en el terme d'Abella just al nord de les Solanes de Carreu. Sempre en la mateixa direcció, deixa a llevant les Pletes del Taó i a ponent el Serrat del Roure, a l'extrem meridional del qual s'aboca en el barranc de la Creueta a llevant de la Casa de Pla del Tro.